# Igreja Paroquial de Creixomil
A Igreja Paroquial de Creixomil é um templo católico localizado em Creixomil, Guimarães.
Passou por enormes modificações, antes de existir tal como está. Pouco mais ou menos no lugar onde hoje se levanta, começou por existir uma famosa ermida. Nessa época, houve uma grande festa na então Vila de Guimarães. Fizeram-se, então, três procissões, sendo a 1.ª, da Real Colegiada da Oliveira até à ermida de Creixomil. Essa ermida deu lugar a uma igreja pobre e pequena; tão pobre ela era que não tinha sequer sacrário (por volta de 1720).
Mesmo assim estava muitas vezes impedida por causa do desacato dos ladrões e de estar a cair. Ficou célebre o desacato da noite de 19 de Dezembro de 1840, em que uma célebre quadrilha a espoliou de tudo o que havia de valioso. Algum tempo depois, iniciou-se a construção de uma igreja moderna, com a porta principal voltada para o Norte e a torre, do lado Poente, completamente separada da igreja, que estava concluída em pedra em 1854 e foi pintada e dourada em 1865.
Em 1885 fizeram-se novamente obras; comprou-se a torre da antiga igreja de S. Sebastião e a igreja ficou com o aspecto que tem hoje. Mais tarde, o peso da massa de granito fez com que se partisse a padieira onde se encontrava a torre. Esta inclinou-se e arrastou todo o edifício. A pouco e pouco, foi reconstruída, encontrando-se, hoje, com os mesmos traços dessa construção, embora tenha beneficiado de reparações ao longo dos anos.
Datada de 1854, conserva no interior, de interesse artístico, apenas o altar das Almas, de talha, e uma escultura representando Nossa Senhora do Leite. Junto do edifício, no chamado adro, existiu um cemitério, do qual hoje ainda existem vestígios. “Na sacristia há três retratos de aproximadamente 60x70 cm, telas de boa pintura, da autoria do pintor Abel Cardozo, datadas – 1899, além de bandeiras, outras imagens, algumas pratas, velhas e novas lanternas e um grande cofre.”O Salão Paroquial que faz hoje parte da mesma, foi inaugurado apenas em 1964 e chegou mesmo a servir de escola primária com duas salas de aula. 
Nas suas dependências situa-se a sede do Agrupamento 566 do Corpo Nacional de Escutas.